# Madame Tussauds de Armsterdã
Madame Tussauds de Armsterdã é um museu de figuras de cera situado na cidade de Amsterdã, a capital da Holanda. O museu está localizado no centro da cidade, na Praça Dam, próximo ao Palácio Real de Amsterdã. Fundado em 1970, foi o primeiro museu de cera Madame Tussauds aberto na Europa continental, assim como a primeira filial estrangeira da instituição britânica. A coleção de Madame Tussauds Amsterdam consiste em uma coleção de figuras de cera de celebridades famosas em diferentes categorias, como a Era de Ouro da história holandesa, música, esporte e filme.

## História
Prédio
O prédio que abriga o museu de cera Madame Tussauds de Armsterdã foi projetado pelo arquiteto holandês A.J. Joling, em estilo Um 1800 e foi construído de 1914 a 1917. Em 11 de abril de 1917, abriu suas portas ao público como a segunda loja da cadeia de lojas de vestuário Peek & Cloppenburg nos Países Baixos. Oitenta e quatro anos depois, o prédio foi elevado à categoria de rijksmonument.
Museu
A ideia de fundar um museu de cera em Amsterdã partiu de Josephine Tussaud (1900-1985), mulher de negócios e bisneta da fundadora da rede de museus de cera Madame Tussauds Marie Tussaud. Esse museu foi fundado a 19 de fevereiro de 1970 pelo Grupo Tussauds, sob a denominação de Marie Tussauds Amsterdam. Aproximadamente um ano depois, o museu abriu oficialmente as suas portas em 1971 na rua comercial Kalverstraat, tendo sido o primeiro Madame Tussauds aberto fora do Reino Unido. Vinte anos após sua abertura, o museu foi transladado para a Praça Dam e ocupa desde então os três andares superiores do prédio da loja Peek & Cloppenburg. Nos vinte anos seguintes, o museu foi modernizado em janeiro de 2012 e desde então inclui temas interativos.
O objetivo central do museu é oferecer aos visitantes uma experiência interativa e sensorial, onde eles podem ver e tocar imagens de celebridades históricas.

## Acervo
O Madame Tussads de Amsterdã possui um acervo de estátuas em tamanho real, divididos nas seguintes categorias:
- personalidades monárquicas: Lady Diana, Guilherme de Orange, o rei Guilherme Alexandre, a rainha consorte Máxima, a princesa Beatriz, entre outros.
- líderes políticos mundiais: o Papa João Paulo II, o Dalai Lama, Mahatma Gandhi, Nelson Mandela, Barack Obama, Angela Merkel, entre outros.
- personalidades do cinema: Angelina Jolie, Brad Pitt, Sean Connery, Charlie Chaplin, Marilyn Monroe, Nicolas Cage, Jennifer Lopez, George Clooney, Mel Gibson, Julia Roberts, Hannibal Lecter, entre outros.
- personalidades do mundo da música: Elvis Presley, James Brown, Bob Marley, David Bowie, Michael Jackson, Madonna, Bono, Lenny Kravitz, Kylie Minogue, Robbie Williams, Lady Gaga,[11] Beyoncé, Justin Bieber, One Direction, Taylor Swift, Ariana Grande, Armin van Buuren, entre outros.
- personalidades do mundo artístico, cultural e científico: Albert Einstein, Pablo Picasso, Mona Lisa, Salvador Dalí, Vincent van Gogh, Rembrandt, Piet Mondrian, entre outros.
- personalidades do esporte: Johan Cruijff, David Beckham, Lionel Messi, entre outros.
- super-heróis da Marvel: os Vingadores (Capitão América, Homem de Ferro, Thor, Hulk), Homem-Aranha, entre outros.